# Liechtensteiner-Cup 2020-2021
La Liechtensteiner-Cup 2020-2021, nota come FL1 Aktiv-Cup 2020-2021 per ragioni di sponsorizzazione, è stata la 76ª edizione della coppa nazionale del Liechtenstein, iniziata il 24 agosto 2020 e terminata anticipatamente il 25 maggio 2021 a causa dell'emergenza dovuta alla pandemia di COVID-19. Per il secondo anno consecutivo la competizione non è stata portata a termine e non è stato proclamato alcun vincitore. Il Vaduz, campione in carica, è stato designato come rappresentante del Liechtenstein nelle competizioni europee.

## Date
| Turno            | Data                 |
| ---------------- | -------------------- |
| Primo turno      | 24-26 agosto 2020    |
| Secondo turno    | 22-23 settembre 2020 |
| Quarti di finale | non disputati        |
| Semifinali       | non disputate        |
| Finale           | non disputata        |

## Squadre partecipanti
Tutte le 15 squadre partecipanti giocano nel campionato svizzero di calcio.
| Super League (primo livello) | 1ª Lega (quarto livello) | 2ª Lega (sesto livello) | 3ª Lega (settimo livello)            | 4ª Lega (ottavo livello)                                  | 5ª Lega (nono livello)             |
| Vaduz                        | Balzers Eschen/Mauren    | Ruggell                 | Eschen/Mauren II Triesen Triesenberg | Balzers II Eschen/Mauren III Ruggell II Schaan Triesen II | Schaan II Triesenberg II Vaduz III |

## Primo turno
| Squadra 1      | Risultato       | Squadra 2         |
| -------------- | --------------- | ----------------- |
| 24 agosto 2020 |                 |                   |
| Schaan         | 4 - 4 (5-4 dtr) | Eschen/Mauren III |
| 26 agosto 2020 |                 |                   |
| Balzers II     | 4 - 1           | Eschen/Mauren II  |
| Schaan II      | 0 - 6           | Triesenberg       |

## Secondo turno
Al secondo turno accedono le tre squadre vincitrici il primo turno e le cinque squadre ammesse direttamente al secondo turno (Triesen, Triesen II, Ruggell II, Triesenberg II e Vaduz III).
| Squadra 1         | Risultato       | Squadra 2   |
| ----------------- | --------------- | ----------- |
| 17 settembre 2020 |                 |             |
| Ruggell II        | 2 - 2 (3-4 dtr) | Triesen     |
| 18 settembre 2020 |                 |             |
| Schaan            | 6 - 1           | Triesen II  |
| 22 settembre 2020 |                 |             |
| Triesenberg II    | 0 - 6           | Balzers II  |
| 23 settembre 2020 |                 |             |
| Vaduz III         | 1 - 11          | Triesenberg |

## Quarti di finale
Ai quarti di finale accedono le quattro squadre vincenti il secondo turno e le quattro squadre provenienti dai livelli più alti (Vaduz, Eschen/Mauren, Balzers e Ruggell).
| Squadra 1   | Risultato | Squadra 2     |
| ----------- | --------- | ------------- |
| Annullate   |           |               |
| Triesen     | -         | Balzers       |
| Balzers II  | -         | Ruggell       |
| Triesenberg | -         | Eschen/Mauren |
| Schaan      | -         | Vaduz         |